# Riverside (Utah)
Riverside es un lugar designado por el censo ubicado en el condado de Box Elder en el estado estadounidense de Utah. En el año 2000 tenía una población de 678 habitantes y una densidad poblacional de 38,9 personas por km².

## Geografía
Riverside se encuentra ubicado en las coordenadas 41°48′24″N 112°8′25″O / 41.80667, -112.14028. Según la Oficina del Censo, la localidad tiene un área total de 17,4 km² (6,7 mi²), de la cual toda es tierra.

## Demografía
Según la Oficina del Censo en 2000, había 678 personas y 167 familias residentes en el lugar, 95.4% de los cuales eran personas de raza blanca.
Según la Oficina del Censo en 2000 los ingresos medios por hogar en la localidad eran de $46,875, y los ingresos medios por familia eran $49,821. Los hombres tenían unos ingresos medios de $36,845 frente a los $24,417 para las mujeres. La renta per cápita para la localidad era de $13,727. Alrededor del 15.4% de la población estaban por debajo del umbral de pobreza.